# Майдан (Закарпатская область)
Майда́н (укр. Майдан) — село в Межгорской поселковой общине Хустского района Закарпатской области Украины.
Население по переписи 2001 года составляло 1717 человек. Почтовый индекс — 90024. Телефонный код — 3146. Код КОАТУУ — 2122483301.